# Mullah Obaidullah Akhund
Mullah Obaidullah Akhund (Pashto: ملا عبيدالله آخوند.) (død 5. marts 2010) var forsvarsminister i Talibans regering i Afghanistan, og senere oprørsleder under krigen i Afghanistan.
Han blev fanget af pakistanske sikkerhedsstyrker 2. marts 2002. Obaidullah blev født i distriktet Panjwai i provinsen Kandahar i Afghanistan.
| Biografi | Spire Denne biografi er en spire som bør udbygges. Du er velkommen til at hjælpe Wikipedia ved at udvide den. |